# Graphipterus heydeni
Graphipterus heydeni es una especie de escarabajo del género Graphipterus, familia Carabidae, orden Coleoptera. Fue descrita científicamente por Kraatz en 1890.

## Descripción
El macho mide 17,1-20,9 milímetros de longitud y la hembra 18-20 milímetros.

## Distribución
Se distribuye por Libia y Túnez.